# Gitana (álbum de Daniela Romo)
Gitana es el título del quinto álbum de estudio grabado por la cantautora y actriz mexicana Daniela Romo. Fue lanzado al mercado por la empresa discográfica EMI Capitol México a finales de 1987. Con esta grabación continuaría posicionándose como una de las grandes vendedoras de discos de la década de los 80's, alcanzando grandes niveles de ventas. Incluye sonidos que fueron muy modernos para esa época.
En esta grabación, además de colaborar como compositora e intérprete de varios temas, también cuenta con la participación de grandes compositores como: Juan Gabriel, José Ramón Florez, Luis Carlos Esteban, José María Purón, y su compatriota Armando Manzanero. Por segunda ocasión interpretaría un tema a dueto con Manuel Mijares (el tema "Hay un sitio libre en mi corazón")
Los sencillos de este disco fueron: "Es mejor perdonar", "Gitana", "Ese momento" (regrabada por Luis Miguel en 1999 e inclusa en su disco Amarte es un placer), "Hay un sitio libre en mi corazón" y "El diablo en mi tejado" está última generó cierta polémica.

## Lista de canciones
| N.º | Música                                                        | Composición                             | Arreglos y dirección     | Duración |
| --- | ------------------------------------------------------------- | --------------------------------------- | ------------------------ | -------- |
| 01  | "Es mejor perdonar"                                           | Juan Gabriel                            | Loris Cerroni            | 3:58     |
| 02  | "Diez minutos de amor"                                        | Pablo Pinilla                           | Noé Santapaga            | 4:17     |
| 03  | "Lo que las mujeres callamos"                                 | Gian Pietro di Felisatti / J. R. Flórez | Gian Pietro di Felisatti | 4:03     |
| 04  | "Tanto esperar por ti"                                        | José María Purón                        | Jesús Glück              | 4:00     |
| 05  | "Gitana"                                                      | Daniela Romo / Gian Pietro di Felisatti | Gian Pietro di Felisatti | 3:41     |
| 06  | "Hay un sitio libre en mi corazón" (a dúo con Manuel Mijares) | Daniela Romo / Gian Pietro di Felisatti | Gian Pietro di Felisatti | 3:39     |
| 07  | "Ese momento"                                                 | Armando Manzanero                       | Loris Cerroni            | 3:13     |
| 08  | "El poder del amor"                                           | J. R. Flórez / Jesús Glück              | Noé Santapaga            | 3:27     |
| 09  | "El diablo en mi tejado"                                      | Luis Carlos Esteban                     | Jesús Glück              | 4:05     |
| 10  | "Cuando empieza un amor"                                      | Daniela Romo / Gian Pietro di Felisatti | Gian Pietro di Felisatti | 3:14     |

© MCMLXXXVII. EMI Music de México. S.A. de C.V.
- Datos: Q5565046